# 那𧯄县
那𧯄县（越南语：／），也译作納杭縣、那杭縣，越南宣光省下辖的一个县。

## 地理
那𧯄县位于襟江边上，北接河江省北迷县和高平省保林县，东接北𣴓省咟淰县、𠀧𣷭县和𢄂屯县，南接霑化县，西接林平县。

## 历史
2011年1月28日，以朗乾社、上林社、菌河社、福安社和春立社5社和霑化县3社析置林平县。
2025年6月12日，宣光省和河江省合并成新的宣光省，那𧯄县随之短暂划归新的宣光省管辖。6月16日，越南国会废除县级政区，那𧯄县随之废除；生龙社和崑崙社合并成新的崑崙社，丘星社和安花社合并成新的安花社，上甲社和上农社合并成新的上农社，沱渭社、山富社和鸿泰社合并成鸿泰社，那𧯄市镇、能可社和清湘社合并成那𧯄社，各新社均隶属宣光省直接管辖。

## 行政区划
那𧯄县下辖1市镇11社，县莅那𧯄市镇。
- 那𧯄市镇（Thị trấn Na Hang）
- 崑崙社（Xã Côn Lôn）
- 沱渭社（Xã Đà Vị）
- 鸿泰社（Xã Hồng Thái）
- 丘星社（Xã Khâu Tinh）
- 能可社（Xã Năng Khả）
- 生龙社（Xã Sinh Long）
- 山富社（Xã Sơn Phú）
- 清湘社（Xã Thanh Tương）
- 上甲社（Xã Thượng Giáp）
- 上农社（Xã Thượng Nông）
- 安花社（Xã Yên Hoa）

## 经济
那𧯄县本以农业为主，近年通过当地河流落差，发展水电事业，巴达山脚下一座现代化342兆瓦水电站正在拔地而起，竣工后将把锦江的水能变为电能，每年供电120亿千瓦时。2006年第一号机组运行供电。